# Grande Prêmio de Quebec de 2012
A 3.ª edição do Grande Prêmio de Quebec teve lugar a 7 de setembro de 2012.
Trata-se da 25.ª prova da UCI World Tour de 2012. Com o grande Prêmio ciclista de Montreal que se desenvolve dois dias mais tarde, a carreira é uma das duas únicas Provas World Tour organizadas na América do Norte.
Simon Gerrans (Orica-GreenEDGE) é vitorioso da prova após ter batido ao sprint o seu colega de fuga, Greg Van Avermaet (BMC Racing). O Português Rui Costa (Movistar) toma o terceiro lugar a 4 segundos do dúo.

## Apresentação

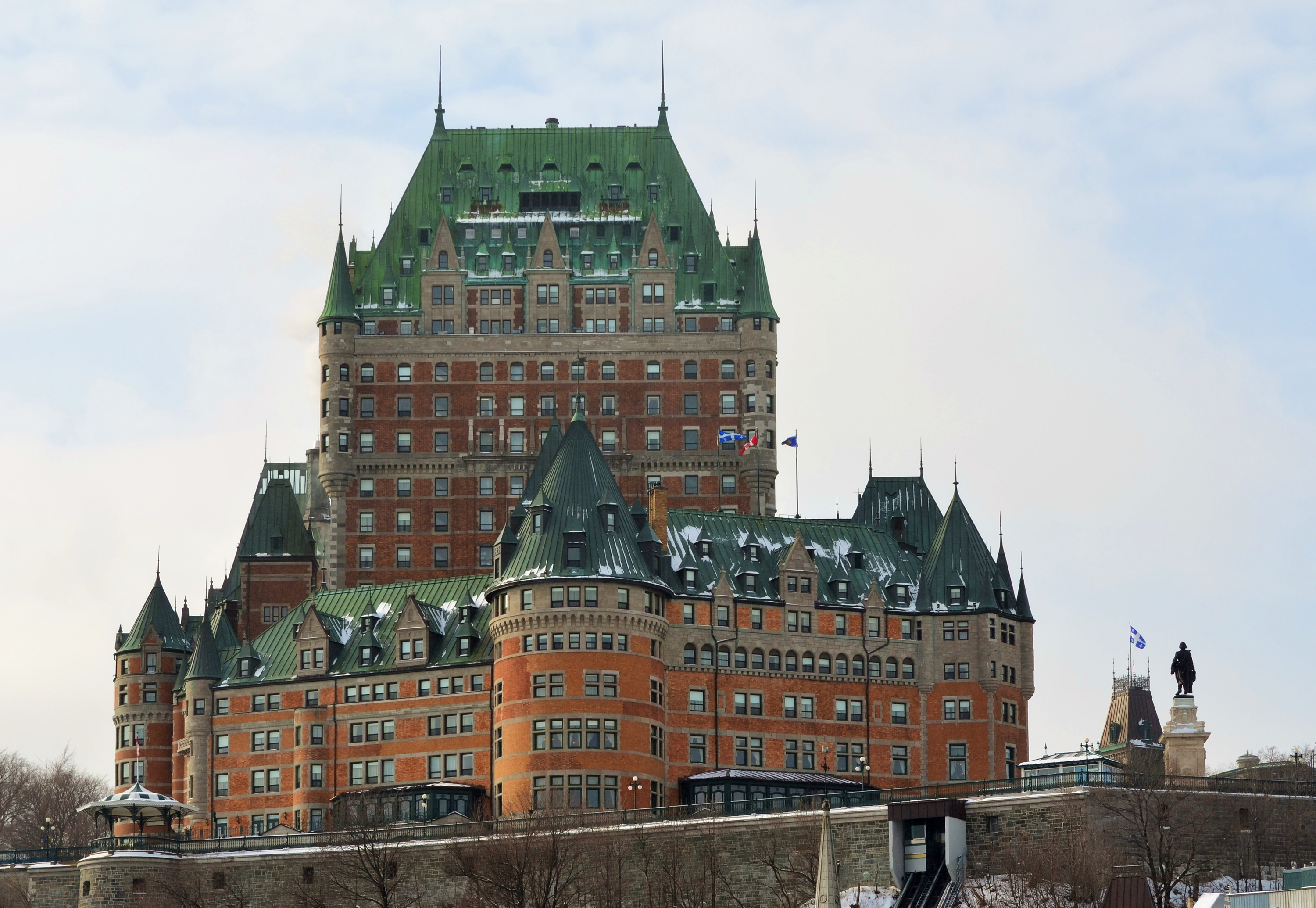
O Château Frontenac é o hotel oficial do acontecimento e acolhe os corredores e o pessoal de enquadramento de 4 de setembro a 8 de setembro.

### Percorrido
A carreira compõe-se 16 voltas de um circuito oval de 12,6 km, e é exactamente o mesmo que durante a edição de 2011. A linha de chegada encontra-se na uma subida regular, larga e em linha direita na avenida Grande Allée, uma rua histórica do Vieux-Quebec. O percurso favorece os escaladores e os finalizadores, porque o desnível total é 2 976 metros. As dificuldades principais são:
- Ao quilómetro 9, costa da Montanha : 375 metros, desnível médio do 10 % com uma passagem de 165 metros à 13 %
- Ao quilómetro 10, costa da Potasse : 420 metros, desnível médio de 9 %
- Ao quilómetro 11, costa da Fábrica : 190 metros, desnível médio de 7 %
- Ao quilómetro 11, subida para a linha de chegada : 1 quilómetro, desnível médio de 4 %

É de salientar que a descida da Costa Gilmour comporta uma passagem técnica, seja 2 viragens sucessivos de 90 gráus para a esquerda enquanto a descida é a mais de 10 % para a primeiro viragem. Os corredores entram logo o Boulevard Champlain nas imediações do Rio São Lourenço durante 4 quilómetros, que é plano mas aberto aos ventos.

### Equipas
O organizador comunicou a lista das equipas convidadas em 19 de junho de 2012. 22 equipas participam neste grande Prêmio ciclista de Quebec : 18 ProTeams e 3 equipas continentais profissionais e uma equipa nacional do Canadá.
| Nome da equipa          | País           | Código |
| ----------------------- | -------------- | ------ |
| AG2R La Mondiale        | França         | ALM    |
| Astana Pro Team         | Cazaquistão    | AST    |
| BMC Racing              | Estados Unidos | BMC    |
| Euskaltel-Euskadi       | Espanha        | EUS    |
| FDJ-BigMat              | França         | FDJ    |
| Garmin-Sharp            | Estados Unidos | GRS    |
| Katusha                 | Rússia         | KAT    |
| Lampre-ISD              | Itália         | LAM    |
| Liquigas-Cannondale     | Itália         | LIQ    |
| Lotto-Belisol           | Bélgica        | LTB    |
| Movistar                | Espanha        | MOV    |
| Omega Pharma-Quick Step | Bélgica        | OPQ    |
| Orica-GreenEDGE         | Austrália      | OGE    |
| Rabobank                | Países Baixos  | RAB    |
| RadioShack-Nissan       | Luxemburgo     | RNT    |
| Saxo Bank-Tinkoff Bank  | Dinamarca      | STB    |
| Team Sky                | Reino Unido    | SKY    |
| Vacansoleil-DCM         | Países Baixos  | VCD    |

| Nome da equipa   | País   | Código |
| ---------------- | ------ | ------ |
| Cofidis          | França | COF    |
| Europcar         | França | EUC    |
| SpiderTech-C10   | Canadá | SPI    |
| Equipa do Canadá | Canadá |        |

## Favoritos
Philippe Gilbert (BMC Racing) não está presente para defender o seu título de vencedor da edição 2011, pois compete na Volta a Espanha. O laureado do último Giro d'Italia, o canadiano Ryder Hesjedal (Garmin-Sharp) teria que tentar algo tendo que seus compatriotas, tinha terminado quarto em 2010. Thomas Voeckler (Europcar), vencedor da prova em 2010, poderia ilustrar-se. Edvald Boasson Hagen (Team Sky) faz igualmente figura de favorito, que foi o vencedor do último grande Prêmio de Plouay ao finalizar no mês de agosto. O Português Rui Costa (Movistar), gregário de Boasson Hagen em Plouay, tem às suas sortes. O percurso poderia igualmente ser do agrado do eslovaco Peter Sagan (Liquigas-Cannondale), que tem demonstrado as suas habilidades de finalizador quando a linha de chegada está localizada com cota.
Os corredores seguintes serão igualmente entre os favoritos : Simon Gerrans (Orica-GreenEDGE), Pierrick Fédrigo (FDJ-BigMat), Jelle Vanendert (Lotto-Belisol) e Luis León Sánchez (Rabobank).

## Relato de etapa
O sinal de saída está dado pelo prefeito de Quebec Régis Labeaume e o prefeito de Bordéus, Alain Juppé. Durante o seguimento da segunda volta nas dezasseis previstos, oito corredores desatam-se do pelotão e são apanhados rapidamente por um grande número de ciclistas. Uma concentração geral opera-se ao quilómetro 45. Na volta número 4, outro grupo forma-se, iniciado por Thomas Rohregger da RadioShack-Nissan e a fuga conta cedo oito corredores em suas faixas. Os corredores trabalham bem juntos e criam-se uma separação máxima de 6 minutos e 10 segundos. Com seis voltas a efectuar, as equipas Garmin-Sharp e Europcar tomam as rédeas do pelotão e trabalham para chegar aos fugidos. Apanham-nos com um pouco mais de duas voltas a faltar, na Costa da Montanha.
Pouco depois, Chris Anker Sørensen (Saxo Bank-Tinkoff Bank) e Bruno Langlois da equipa nacional canadiana tentam a sua sorte e criam uma vantagem de 20 segundos ao princípio da penúltima volta. Langlois é eventualmente apanhado e Dries Devenyns (Omega Pharma-Quick Step) substitui-o para perto da linha de chegada enquanto o sino soa a última volta. O dúo trabalha, mas está apanhado no Boulevard Champlain com 4 quilómetros a percorrer. Greg Van Avermaet (BMC Racing) ataca na Costa da Montanha e é apanhado cedo pelo campeão australiano Simon Gerrans (Orica-GreenEDGE). Peter Sagan (Liquigas-Cannondale) lança todas as suas forças em ambos últimos quilómetros para tentar apanhar o dúo de cabeça e passa bem para perto de o conseguir, que se acerca a 30 metros sobre o lume vermelho. Falta de forçãs e o pelotão o apanha. Com o grupo de perseguição soprando-lhe na nuca, Gerrans bate ao sprint o Belga Van Avermaet e adjudica-se a vitória na Grande Allée. Rui Costa (Movistar) toma o terceiro lugar regulando o sprint dos perseguidores, 4 segundos após os homens da cabeça.
Gerrans expressa-se após a vitória: "É uma das carreiras mais difíceis do calendário. É fantástico de correr em Quebec num circuito que excita com uma boa multidão e um bom ambiente."

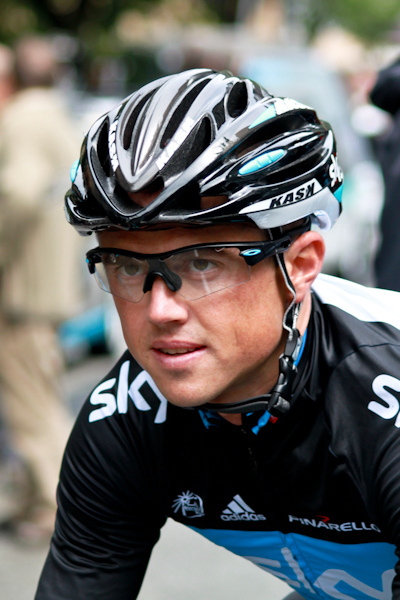
O Australiano Simon Gerrans impõe-se finalmente

## Classificação final
|    | Corredor            | Equipa                  |    | Tempo             | Pontos UCI |
| -- | ------------------- | ----------------------- | -- | ----------------- | ---------- |
| 1  | Simon Gerrans       | Orica-GreenEDGE         | em | '4 h 53 min 04 se | 80         |
| 2  | Greg Van Avermaet   | BMC Racing              | +  | 0 s               | 60         |
| 3  | Rui Costa           | Movistar                |    | 4 s               | 50         |
| 4  | Luca Paolini        | Katusha                 |    | 4 s               | 40         |
| 5  | Tom-Jelte Slagter   | Rabobank                |    | 4 s               | 30         |
| 6  | Diego Ulissi        | Lampre-ISD              |    | 4 s               | 22         |
| 7  | Thomas Voeckler     | Europcar                |    | 4 s               | -          |
| 8  | Fabian Wegmann      | Garmin-Sharp            |    | 4 s               | 10         |
| 9  | Gerald Ciolek       | Omega Pharma-Quick Step |    | 4 s               | 6          |
| 10 | François Parisiense | SpiderTech-C10          |    | 4 s               | -          |

Melhor escalador:  Bruno Langlois (Equipa Canadá)
Melhor canadiano:  François Parisiense (SpiderTech-C10)